# Andrew Oyombe
Andrew Oyombe (24 febbraio 1985) è un ex calciatore keniota, di ruolo difensore.

## Carriera

### Club
Ha giocato nel campionato keniota e svedese.

### Nazionale
Con la nazionale keniota ha partecipato alla Coppa d'Africa 2004.